# José David Moreno Chacón
José David Moreno Chacón (Cumaná, 31 ottobre 1982) è un ex calciatore venezuelano, di ruolo centrocampista.